# گلوگوویک
گلوگوویک (به صربی: Glogovik) یک روستا در صربستان است که در توتین، صربستان واقع شده‌است. گلوگوویک ۱۵۷ نفر جمعیت دارد.